# Sòfocles de Súnion
Sòfocles de Súnion (en llatí Sophocles, en grec antic Σοφοκλής) fou un home d'estat atenenc fill d'Amfíclides. Va viure entre els segles IV i III aC.
Era nascut al demos de Súnion i va ser l'autor d'un decret que expulsava als filòsofs del territori àtic, o segons altres prohibia sota amenaça de pena de mort presidir una escola de filosofia sense consentiment del senat i el poble. Al cap d'un any es va revocar el decret i Sòfocles va haver de pagar una multa de cinc talents, segons diu Diògenes Laerci. Per un fragment que va conservar Ateneu de Naucratis, se sap que aquesta llei es va aprovar cap al final de la 115 olimpíada o al començament de la 116, és a dir el 316 aC.